# Tara Babulfath
Tara Babulfath (Stoccolma, 3 gennaio 2006) è una judoka svedese.
Vincitrice della medaglia di bronzo olimpica nei 48 kg a Parigi 2024, dove è stata sconfitta in semifinale per ippon da Natsumi Tsunoda ed ha battuto la kazaka Abiba Abuzhakynova nella finale per la medaglia.
È figlia dei lottatori Mohammad Babulfath, che ha gareggiato a nei 74 kg ad Atene 2004, e Ida Hellström, vincitrice di quattro medaglie ai campionati mondiali di lotta.

## Palmarès
- Giochi olimpici

Parigi 2024: bronzo nei 48 kg.
- Campionati mondiali di judo

Abu Dhabi 2024: bronzo nei 48kg.